# Sissamba (Ouahigouya)
Pour les articles homonymes, voir Sissamba.
Sissamba est une localité située dans le département de Ouahigouya de la province du Yatenga dans la région Nord au Burkina Faso.

## Géographie
Sissamba se trouve à 8 km au sud-ouest du centre de Ouahigouya, le chef-lieu du département. La localité est traversée par la route nationale 10.

## Économie
La ville possède depuis 2019 un marché au bétail moderne construit avec les fonds du Ministère de l'Agriculture dans le cadre du Programme de croissance économique dans le secteur agricole (PCESA) et le concours financier du Danemark pour un montant total de 127 francs CFA (soit 194 000 euros).

## Santé et éducation
Sissamba accueille un centre de santé et de promotion sociale (CSPS) tandis que le centre hospitalier régional (CHR) se trouve à Ouahigouya.
Sissamba possède une école primaire érigée par la mission catholique de Ouahigouya avant devenir une école publique en 1961.